# ホープ・ソロ
ホープ・アメリア・ソロ (Hope Amelia Solo, 1981年7月30日 - )は、アメリカ合衆国ワシントン州出身の元女子サッカー選手。元アメリカ代表。ポジションはゴールキーパー。

## 経歴
ワシントン州リッチランド出身。リッチランドを含む隣接3市を活動区域とするクラブ、スリー・リヴァーズ・サッカークラブでサッカーを始める。6歳で両親の離婚を経験、以後は母親に養育された。退役軍人だった父親は2007年6月に急逝したが、父親の存在は、彼女の人生に大きな影響を与えている
。

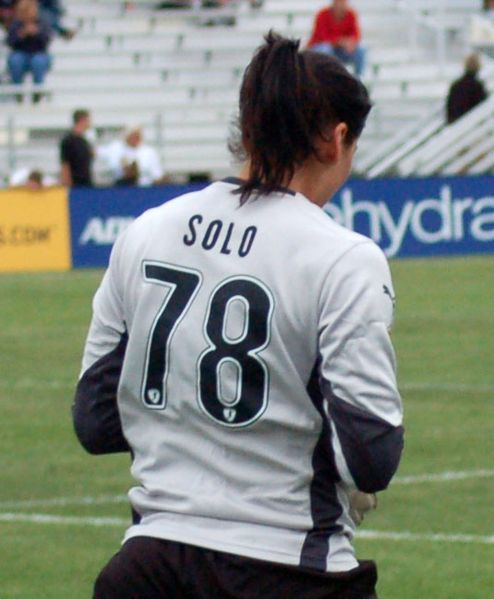
2009年度WPSオールスターゲームにて、父親と兄弟を記念した背番号のユニを着用したソロ

高校時代まではフォワードとしてプレーし、通算109得点を挙げた。また1996-1998年に渡り、所属クラブのリーグ優勝に貢献した。リッチランド高校2年次には州チャンピオンにも輝き、2度もパレード誌主催の、全米高校生選抜チームに選出された。
ワシントン大学に入学して女子サッカー部に入部後、現在のポジションであるゴールキーパーに転向した。在学中、部内の全ゴールキーパーの中で失点率の少なさで常にトップを通した。また4年連続に渡ってパシフィック・テン・カンファレンスのオールスターチーム (All-Pac-10) に選出されただけでなく、全米サッカー指導者協会 (NSCAA) が選出する全米大学選抜チームにも3回選ばれた。
アメリカ女子サッカーリーグ（WUSA）のドラフト指名を受け、卒業後の2003年にフィラデルフィア・チャージに入団。しかし1年後にWUSAが財政難のために休止した事にともないクラブも解散。退団を余儀なくされたため、スウェーデン･ダームアルスヴェンスカン所属クラブ、コッパルベリ/ヨーテボリFCに入団した。翌2005年にはフランスへ渡り、女子ディヴィジョン・アンの強豪オリンピック・リヨンに移籍した。
2008年9月16日、割り当て対象のアメリカ代表選手として選出され、翌年開幕予定であったアメリカ女子プロサッカー（WPS）に参加予定のクラブチーム、セントルイス・アスレティカに、ティナ・エラートソン、ロリ・チャラプニーとともに入団した。シーズン冒頭は4試合で6失点を許す形でスタートを切ったが、その後チームは調子が向上、ソロが第5節からの13試合で8得点しか許さなかった事もあり、レギュラーシーズンをロサンゼルス・ソルに続く2位の成績で終えプレーオフに進出したが、プレーオフでは敗退した。シーズン終了後、ソロはWPS年間最優勝ゴールキーパー賞を受賞した。
ロンドンオリンピック直後から元NFL選手のジェラミー・スティーブンスと交際を始め、3か月で婚約する。挙式前日の2012年11月12日深夜、互いに血塗れの状態で警察に発見され、スティーブンスはホープへの傷害の罪で逮捕されたが、証拠不十分で釈放。結婚後にワシントンとフロリダのどちらで住むかで口論したという。スティーブンスは高校生の頃から傷害・マリファナ使用・レイプ・飲酒運転などの罪で複数の逮捕歴があるが、翌日2人は式を挙げた。

## アメリカ代表
ソロはU-16、18、21の各年代別代表を経て、2000年よりA代表に選出されるようになった。しかし2004年のアテネオリンピックの時は、代表メンバーに選出されたものの、ブリアーナ・スカリーとクリスティン・ラッケンビルの2人の壁を越えられず、バックアップ要員として登録された。2005年より、正ゴールキーパーとしてプレーするようになった。
2008年には北京オリンピックに出場。スカリーがバックアップメンバーとなり、アテネ五輪時と立場が逆転した。1次リーグのノルウェー･日本･ニュージーランドとの試合を無失点のまま突破。準々決勝のカナダ戦、準決勝の日本戦こそ立て続けに相手側のゴールを許したものの、決勝のブラジル戦ではブラジルの猛攻に対して好セーヴを連発、カーリー・ロイドが挙げた得点を最後まで守りきり、アテネに続く五輪2連覇に貢献した。
2007 FIFA女子ワールドカップにおいても、代表の正ゴールキーパーはソロだと考えられていた。しかし1次リーグの北朝鮮戦で許した2得点以外、準々決勝のイングランド戦までは無失点で通したにもかかわらず、準決勝のブラジル戦ではグレッグ・ライアン監督が当時36歳のヴェテランであったブリアーナ・スカリーを先発で起用したため、ソロはベンチに座る羽目になってしまった。スカリーは対ブラジル戦において優れた成績を挙げてきた選手だったが、当時は数ヶ月程プレーをしていなかった。
この采配は裏目に出た。アメリカは前半終了間際にシャノン・ボックスが2枚目のイエローカードを受けて退場し、残りの時間を10人で戦う事を余儀なくされた。終了の笛が鳴った頃には、合計4失点を喫した上、決勝進出の道も絶たれてしまっていた。なおこの試合は2021年現在でも、アメリカ代表史上最多失点による敗北試合（0-4）である。試合直後のメディアの取材中、ソロは自分をベンチに下げてスカリーを先発させたライアンの決定を、現在の状況を見ず、過去の名声に囚われ過ぎた事による誤ったものだと批判した。
このコメントは、後にソロ本人がMySpace内の自分のページで謝罪声明を発表し、そのような意図に基づいてのものではないと表明した にもかかわらず、多くの人々にはスカリーのパフォーマンスの酷さを批判するものだとみなされた。9月29日、ライアンはソロが代表チームを離脱し、ノルウェーとの3位決定戦には出場しないという声明を出した。また主将だったクリスティン・リリーはソロの一件について、チーム全体でなされた決定であるというコメントを発表している。
ソロはワールドカップ終了後に予定されていた親善試合のための遠征メンバーにも名を連ねてはいたものの、第1戦となるメキシコとの試合前に、セントルイスにて予定されていた練習に参加しなかった。しかしソロがアメリカサッカー連盟と交わしていた契約には、ワールドカップに出場した代表選手は、遠征中に行われる試合に出場する権利があると明記されていた。ライアンは、ソロの振る舞いについて、今は双方が和解するための途上にあり、そのために動いているところなのだというコメントをしている。
ソロは最終的に遠征に参加したものの、メキシコ代表との3回の試合にはいずれも出場しなかった。第1戦･第3戦ではスカリーが、第2戦ではニコル・バーンハートが出場した。2007年10月20日に行われたメキシコ代表との第3戦は、同年度におけるアメリカ代表の活動を締めくくる試合となった。同年12月にライアンは契約満了により退任した。
2011 FIFA女子ワールドカップでは最優秀ゴールキーパーに選ばれた。2015 FIFA女子ワールドカップでも合計3失点に抑えアメリカ代表の優勝に貢献し、2大会連続の最優秀ゴールキーパーに選ばれた。

## タイトル
- 個人
  - WPS 年間最優秀ゴールキーパー賞 (2009年)
  - 2015 FIFA女子ワールドカップ ゴールデングローブ（最優秀GK）
- 代表
  - サッカーアメリカ合衆国女子代表
    - 2007 FIFA女子ワールドカップ (第3位)
    - 北京オリンピック (金メダル)
    - ロンドンオリンピック (金メダル)